# Aeroportul Kiffa
Aeroportul Kiffa (IATA: KFA, ICAO: GQNF) este un aeroport din Kiffa, Kiffa Department⁠(d), Regiunea Assaba, Mauritania ce deservește zona Kiffa.
Situat la o altitudine de 128 m, aeroportul dispune de o singură pistă. Este operat de Mauritania.